# Straffe Hendrik
Straffe Hendrik is een Belgisch bier gebrouwen door Brouwerij De Halve Maan in Brugge.

## Geschiedenis
In 1981 brouwde De Halve Maan eenmalig een speciaal "straf" bier van hoge gisting naar aanleiding van de inhuldiging van een beeld van Sint Arnoldus, de patroonheilige van de brouwers, in Brugge. Het bier kreeg de naam "Straffe Hendrik", naar de verschillende generaties Henri Maes die de brouwerij runden, en kende zo'n succes dat men het blijvend is gaan produceren. Het merk en het handelsfonds van Straffe Hendrik werden in 1988 echter door Brouwerij Riva uit Dentergem overgenomen. De productie in Brugge werd sterk teruggeschroefd, om ze in 2002 uiteindelijk te beëindigen en in Dentergem voort te zetten.
Door het faillissement van Liefmans Breweries uit Dentergem in 2007 kwam het biermerk Brugse Straffe Hendrik tijdelijk in handen van Duvel-Moortgat. In 2008 sloot De Halve Maan een koopovereenkomst met Duvel-Moortgat voor het merk. De Halve Maan begon de Straffe Hendrik opnieuw te brouwen zoals dat oorspronkelijk werd gedaan: een tripel van 9%. Liefmans had van Straffe Hendrik namelijk een blonde en bruine versie van respectievelijk 6 en 8,5% gemaakt.

## De bieren
- Straffe Hendrik Tripel is een blonde tripel met een alcoholpercentage van 9% en is gebrouwen met een subtiele mengeling van 6 speciale moutsoorten. Het bier is stevig gehopt met Saaz- en Styrian Golding-hop van zeer goede kwaliteit. Hergisting in de fles zorgt voor een langere houdbaarheid.
- Straffe Hendrik Quadrupel is een zwarte quadrupel met een alcoholpercentage van 11%. Het is een complex, donker bier met een droge en straffe smaak, dat werd gelanceerd eind 2010. Het bier is meerdere jaren houdbaar en kent een smaakevolutie.
- Straffe Hendrik Heritage. Dit donker bier met een alcoholpercentage van 11% is een speciale versie van de Straffe Hendrik Quadrupel, die hiervoor meer dan een jaar gerijpt werd op eikenhouten  wijnvaten uit de Bordeauxstreek. Dit bier wordt jaarlijks uitgebracht sinds 2012 en dit in het najaar (vaak in november). De editie van 2015 werd gerijpt op armagnacvaten, 2016 op rumvaten en 2017 op Schotse whiskyvaten. Het bier wordt aan de man gebracht in een houten kistje. De rijping op eiken vaten zorgt ervoor dat het bier complexer wordt qua smaak en geur vooral dankzij de werking van de tannines die vrijkomen uit de houten vaten. Dit bier bewaart bovendien goed (volgens de brouwerij zelf minstens 10 jaar lang) en kan na een aantal jaren toetsen van porto ontwikkelen. Het bier is vrij populair bij bierliefhebbers en was bij de lancering in 2012 dan ook al vrij snel uitverkocht [2] [3].
- Straffe Hendrik Wild is een variant van de blonde tripel met een alcoholpercentage van 10% (tot 2020 9%), hergist met een wilde 'brettanomyces' gist, vandaar de naam. Ook dit bier wordt jaarlijks uitgebracht, zij het niet in het najaar, maar in de lente. Dankzij het gebruik van de wilde gist tijdens de nagisting op fles, ontwikkelt dit bier zich verder wanneer het bewaard wordt. Volgens de brouwerij is het dan ook minstens 5 jaar lang houdbaar. De Brett gist zorgt voor een fruitiger aroma en leent zich perfect voor een zogenaamde 'vertical tasting' waarbij bieren van verschillende jaargangen naast elkaar geproefd worden en de invloed van de wilde gisten op de smaakevolutie van het bier duidelijk te proeven is. [4]

## Prijzen
- In 2009 won Straffe Hendrik goud op de European Beer Star in de categorie Belgian Style Tripel.[5]
- In 2009 won Straffe Hendrik zilver op de Australian International Beer Awards in de categorie Abbey Style, Dubbel and Tripel.[6]
- In 2010 won Straffe Hendrik terug zilver op de Australian International Beer Awards in de categorie Abbey Style, Dubbel and Tripel.[7]
- In 2011 won Straffe Hendrik op dezelfde competitie brons in dezelfde categorie; Straffe Hendrik Quadrupel won daar zilver in de categorie "andere" van de klasse Belgian and French style ales packaged.[8]
- In 2011 kregen zowel Straffe Hendrik als Staffe Hendrik Quadrupel double gold (91 of meer punten) in de categorie "ales" op de Beer International Recognition Awards (BIRA Awards) in Israël.[9]
- In 2011 won Straffe Hendrik goud op de European Beer Star in de categorie Belgian-Style Tripel; Straffe Hendrik Quadrupel won daar brons in de categorie Belgian Style Strong Ale.[10]
- Australian International Beer Awards 2012 - gouden medaille voor Straffe Hendrik Quadrupel in de categorie Belgian & French Style Ale - Dark Strong Packaged
- Australian International Beer Awards 2012 - zilveren medaille voor Straffe Hendrik Tripel in de categorie Belgian & French Style Ale - Abbey Tripel
- Australian International Beer Awards 2013 – gouden medaille in de categorie Dark Strong voor Straffe Hendrik Quadrupel
- Australian International Beer Awards 2013 – zilveren medaille in de categorie Abbey Tripel voor Straffe Hendrik Tripel
- European Beer Star 2013 - zilveren medaille in de categorie Belgian-style Strong Ale voor Straffe Hendrik Quadrupel